# Sveriges ambassad i Warszawa
Sveriges ambassad i Warszawa är Sveriges diplomatiska beskickning i Polen som är belägen i landets huvudstad Warszawa. Beskickningen består av en ambassad, ett antal svenskar utsända av Utrikesdepartementet (UD) och lokalanställda. Ambassadör sedan  4 juni 2023 är Andreas von Beckerath. Det finns även ett Exportrådskontor i Warszawa och honorärkonsulat i Kraków, Stettin, Wrocław och Gdańsk.

## Verksamhet
På ambassaden arbetar ett 30-tal personer med olika frågor: politik, Sverigefrämjande, ekonomi- och EU-frågor, kultur, press och information, administration, viseringsfrågor samt konsulära ärenden.

## Beskickningshuset
Beskickningshuset stod färdigt 1938 efter Curt Björklunds ritningar. 

## Beskickningschefer
| Namn                      | Period    | Funktion          | Anmärkning                                |
| ------------------------- | --------- | ----------------- | ----------------------------------------- |
| Gustaf Zülich             | 1729–1730 | Minister          |                                           |
| Carl Rudenschöld          | 1733–1734 | Minister          |                                           |
| Paul Gammal Ehrenkrona    | 1738–1742 | Minister          |                                           |
| Gustaf Wulfwenstierna     | 1744–1747 | Minister          |                                           |
| Johan August Greiffenheim | 1747–1749 | Minister          |                                           |
| Carl Otto von Höpken      | 1749–1755 | Envoyé            |                                           |
| Carl Otto von Höpken      | 1758–1765 | Envoyé            |                                           |
| Henrik Jakob von Düben    | 1767–1769 | Minister          |                                           |
| Lars von Engeström        | 1787–1788 | Chargé d’affaires |                                           |
| Lars von Engeström        | 1788–1790 | Ministerresident  |                                           |
| Lars von Engeström        | 1790–1792 | Envoyé            |                                           |
| Nils Barck                | 1792–1793 | Envoyé            |                                           |
| Johan Christoffer Toll    | 1793–1794 | Envoyé            |                                           |
| Carl Ivan Danielsson      | 1919–1920 | Chargé d’affaires |                                           |
| Cossva Anckarsvärd        | 1920–1931 | Envoyé            |                                           |
| Einar Hennings            | 1931–1934 | Envoyé            | Sidoackrediterad till Bukarest 1933–1934. |
| Erik Boheman              | 1934–1937 | Envoyé            | Sidoackrediterad till Bukarest 1934–1935. |
| Joen Lagerberg            | 1937–1939 | Envoyé            |                                           |
| Ingen på grund av kriget. | 1939–1945 | –                 |                                           |
| Claes Westring            | 1945–1948 | Envoyé            |                                           |
| Gösta Engzell             | 1949–1951 | Envoyé            |                                           |
| Eric von Post             | 1951–1956 | Envoyé            |                                           |
| Gunnar Reuterskiöld       | 1956–1956 | Envoyé            |                                           |
| Gunnar Reuterskiöld       | 1956–1959 | Ambassadör        |                                           |
| Ragnvald Bagge            | 1959–1962 | Envoyé            |                                           |
| Erik Kronvall             | 1963–1969 | Ambassadör        |                                           |
| Claës Ivar Wollin         | 1969–1976 | Ambassadör        |                                           |
| Carl Johan Rappe          | 1976–1979 | Ambassadör        |                                           |
| Knut Thyberg              | 1979–1984 | Ambassadör        |                                           |
| Örjan Berner              | 1984–1987 | Ambassadör        |                                           |
| Jean-Christophe Öberg     | 1987–1991 | Ambassadör        |                                           |
| Karl-Vilhelm Wöhler       | 1991–1996 | Ambassadör        |                                           |
| Stefan Noreén             | 1996–2000 | Ambassadör        |                                           |
| Mats Staffansson          | 2000–2005 | Ambassadör        |                                           |
| Tomas Bertelman           | 2005–2008 | Ambassadör        |                                           |
| Dag Hartelius             | 2008–2010 | Ambassadör        |                                           |
| Staffan Herrström         | 2011–2015 | Ambassadör        |                                           |
| Inga Eriksson Fogh        | 2015–2017 | Ambassadör        |                                           |
| Stefan Gullgren           | 2017–2023 | Ambassadör        |                                           |
| Andreas von Beckerath     | 2023–     | Ambassadör        |                                           |

## Bilder

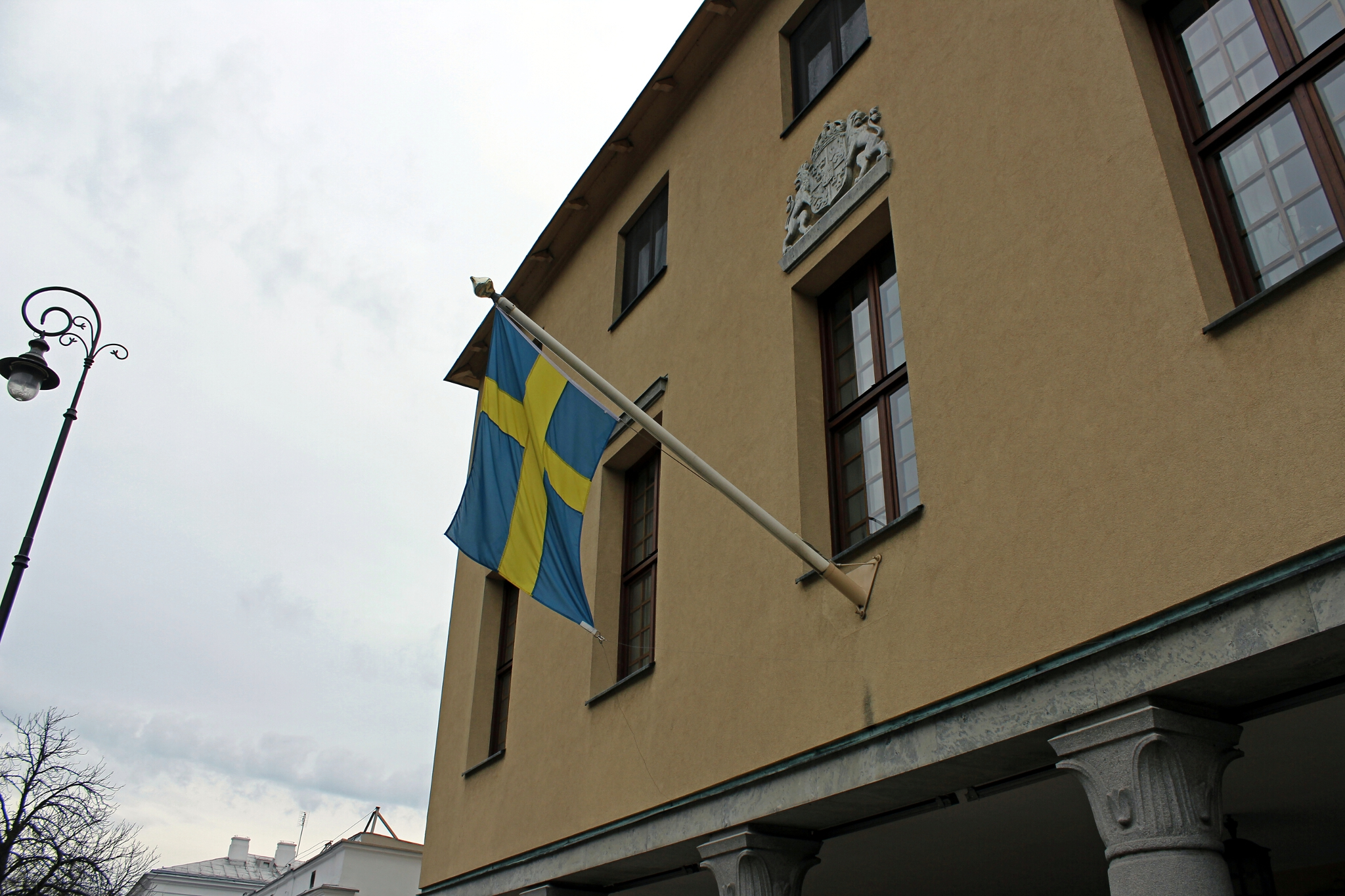
Ambassaden i Warszawa.
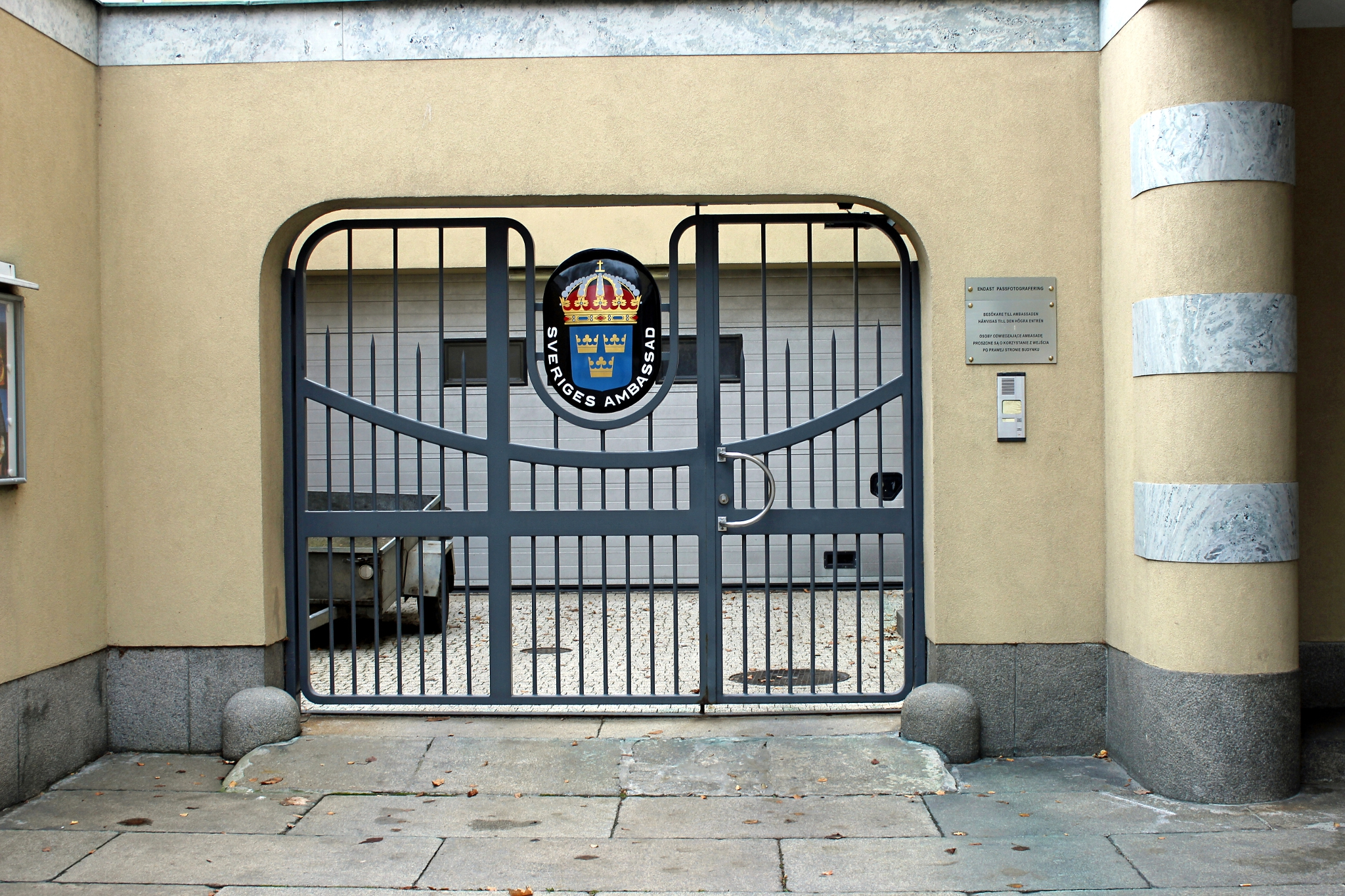
Ambassaden i Warszawa.
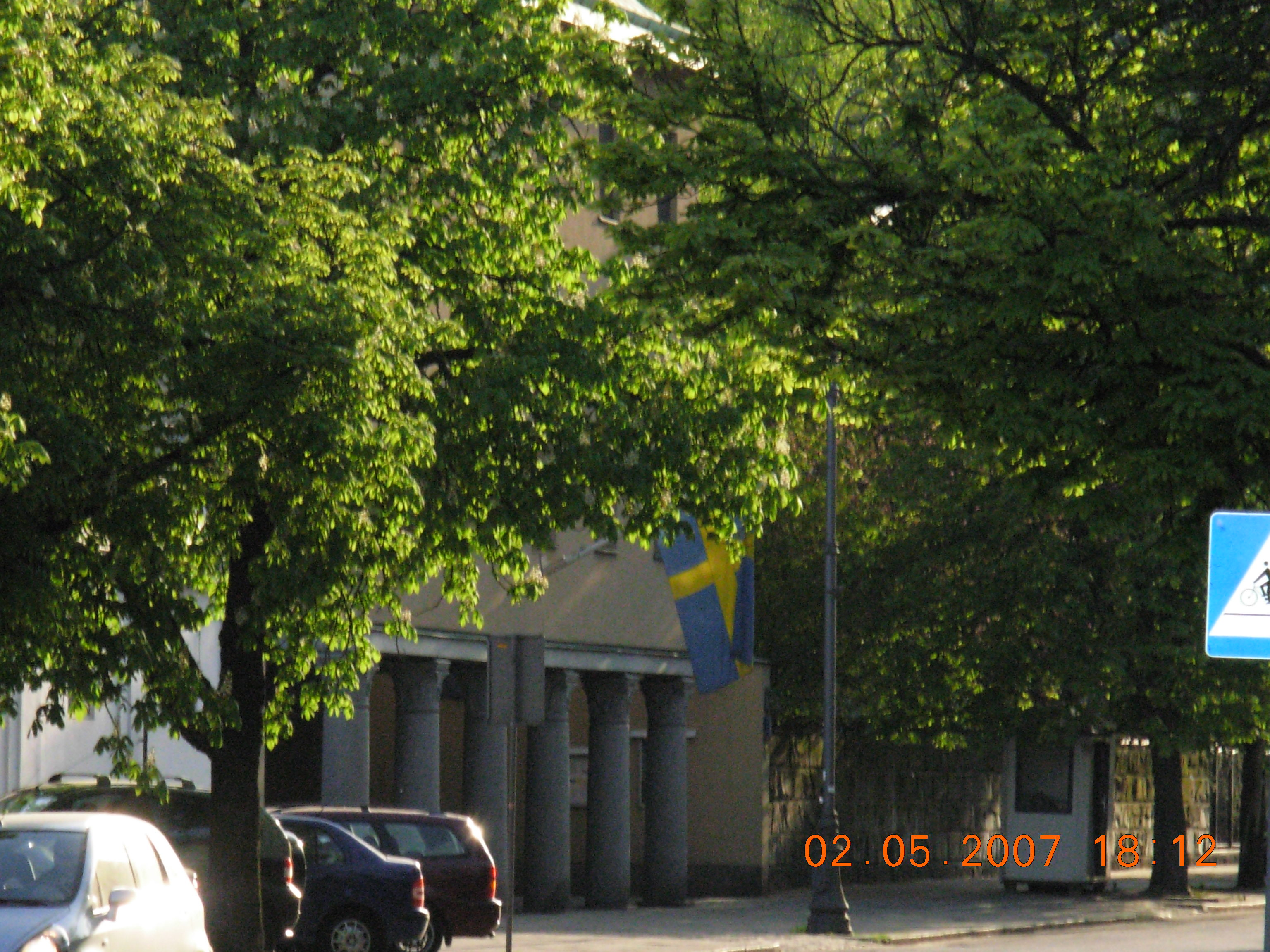
Ambassaden i Warszawa.